# Aymer de Valence, II conte di Pembroke
Aymer de Valence, II conte di Pembroke (1275 circa – Piccardia, 23 giugno 1324), figlio di William de Valence, I conte di Pembroke, nobile potente, partecipò attivamente alla lotta fra Edoardo II d'Inghilterra e i suoi baroni.

## Biografia

### Infanzia
Aymer de Valence nacque attorno al 1275 da William de Valence, I conte di Pembroke. Suoi nonni per parte di padre furono Ugo X di Lusignano e Isabella d'Angoulême, che era stata la prima moglie di Giovanni d'Inghilterra e sua madre era Joan de Munchensi (1230 - dopo il 20 settembre 1307). Joan era la figlia di Giovanna Marshal, figlia a sua volta di Guglielmo il Maresciallo, reggente per Enrico III d'Inghilterra dal 1216 al 1219, anno della sua morte.
I de Valence erano arrivati relativamente tardi in Inghilterra; quando nel 1246 i francesi avevano invaso il Poitou, si trovarono in difficoltà e William insieme ai fratelli Guy ed Aymer accettò l'invito di Enrico III d'Inghilterra a raggiungerlo nel suo paese.
Attraverso la nonna Isabella, Aymer era nipote acquisito di Enrico III d'Inghilterra e questo, insieme alla parentela con i Marshal, bastava per metterli al centro della scena politica nazionale. Sulla sua nascita si ipotizza che, essendo suo padre William andato alle Crociate fino al gennaio del 1273 con il principe Edoardo I d'Inghilterra, una data posteriore sia più probabile.
Nel 1277 era morto suo fratello maggiore e nel 1282 morì anche l'altro fratello mentre combatteva in Galles; così Aymer si trovò erede del titolo e delle terre paterne a circa sette anni d'età.

### Conte di Pembroke

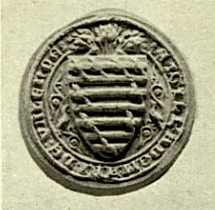
Sigillo di Aymer de Valence, II conte di Pembroke

Quando suo padre William morì nel 1296, ereditò il titolo e i suoi possedimenti francesi, attualmente collocabili nella regione centrale di Creuse, ma il titolo materno non lo ereditò fino alla morte della madre, avvenuta nel 1307, contado che proveniva dalla famiglia dei Marshal.
Aymer da adulto si trovò ad avere terre sparse per l'Inghilterra e la Francia (anche attraverso il matrimonio), comprese tra Pembrokeshire, Gloucestershire, Anglia Orientale, Irlanda del Sud e nelle zone di Poitou e Calais.
Nel 1297 Aymer accompagnò il principe Edoardo nelle Fiandre e probabilmente fu creato cavaliere in quel periodo. I suoi collegamenti con la Francia lo rendevano un diplomatico appetibile per il sovrano inglese; servì anche come soldato nelle campagne di Scozia, infliggendo a Robert Bruce una pesante sconfitta nel 1306 a Methven, anche se l'anno dopo fu lui ad essere sconfitto a Loudoun Hill.

### Matrimoni
Aymer si sposò due volte. La prima in data anteriore al 1295 con Beatrice de Clermont, da cui non ebbe figli e che morì nel 1320. Nel 1321 si risposò con Marie de St.Pol (1303 circa - 1377), ma anche questo matrimonio fu sterile.
Il solo figlio che ebbe fu Henry de Valence, illegittimo e di madre sconosciuta.
Sua moglie Marie fondò il Pembroke College (Cambridge).

### Nemico ed alleato di re Edoardo II
Nel luglio del 1307 Edoardo I d'Inghilterra morì, lasciando il posto al figlio Edoardo II d'Inghilterra. Questi all'inizio instaurò un buon rapporto con la nobiltà; tuttavia ben presto la smaccata preferenza con cui veniva trattato Pietro Gaveston portò i baroni a ribellarsi. L'ultima goccia fu la concessione a Gaveston, da parte del re, del titolo di Conte di Cornovaglia.
I nobili si riunirono e nel 1311 produssero le Ordinanze del 1311, un documento che mirava a contenere il potere regio specialmente in materia finanziaria e di concessione degli incarichi. Il risultato fu l'espulsione di Gaveston dal regno, che Edoardo fu costretto ad accettare, come  precedentemente da Edoardo I d'Inghilterra. Aymer non era fra i più animosi dei baroni; all'inizio aveva provato simpatia per Edoardo, tuttavia aveva compreso che per Gaveston non c'era posto e si era schierato con i ribelli.
Nel 1311 Gaveston tornò dal secondo esilio cui era stato condannato senza il permesso dei baroni, che incaricarono Giovanni de Warenne, VI conte di Surrey di catturarlo. Edoardo II d'Inghilterra ed il suo favorito si dettero di fatto alla fuga, finché furono assediati nel castello di Scarborough e costretti alla resa dopo un piccolo assedio.
Il 19 maggio 1312 Gaveston venne catturato dopo essersi arreso e fu consegnato alla custodia di Aymer, che gli promise che non gli sarebbe stato fatto alcun male. Tuttavia Tommaso Plantageneto, capo della rivolta, non era d'accordo e con lui nemmeno i più accesi avversari di Gaveston. Approfittando di un'assenza di Ayemr, Tommaso insieme a Edmund FitzAlan, IX conte di Arundel, Guy de Beauchamp, X conte di Warwick e Humphrey de Bohun, IV conte di Hereford portarono Gaveston a Dumfries dove, dopo un processo senza giuria, venne condannato a morte e giustiziato il 19 giugno.
Questo gesto non portò simpatie alla causa dei baroni; anzi, i più neutrali fra loro tornaroro a schierarsi dalla parte del re. Aymer fu duramente colpito da questo gesto, che rompeva uno dei principi cardine del Codice Cavalleresco: il gesto del Plantageneto e dei suoi alleati lo aveva portato a rompere una promessa solenne e questa era un'offesa irreparabile al proprio onore.
Da questo momento le sue simpatie iniziarono lentamente a tornare verso il re.

### Ultimi tempi e morte
Mentre il re si trovava sempre più alienato nella cerchia dei propri nobili, Aymer tornò e rimase al suo fianco. Dopo la morte di Gaveston venne, nel 1318, Ugo Despenser il giovane con suo padre a monopolizzare l'attenzione ed i benefici di Edoardo, portando i baroni di nuovo sul piede di guerra. Gli scozzesi intanto premevano e prendevano terreno; quando Edoardo indisse una campagna di Scozia, nel 1314, furono in pochi a farsi avanti, ma Aymer fu uno di loro. Gli venne assegnato il titolo di Luogotenente di Scozia e nel 1314 partecipò alla disastrosa battaglia di Bannockburn, occasione in cui aiutò il re a fuggire dal campo di battaglia.
Nel 1317, mentre tornava da Avignone a seguito di una missione presso il Papa, venne catturato in Germania da Jean de Lamouilly e venne chiesto l'astronomico riscatto di 10.400£. La casa di Pembroke ovviamente pagò, ma questo portò debiti e dissesti finanziari destinati a durare per tutta la vita di Aymer.
Dopo l'omicidio di Gaveston, Tommaso Plantageneto si era trovato emarginato, ma la sconfitta di Bannockburn gli diede nuovo potere ed ascese di nuovo fin quasi a toccare il potere regio. La sua competenza ed energia risaltava contro l'inania di Edoardo, facendolo apparire come un condottiero senza dubbio migliore. Nel biennio 1316-1318 Aymer fu tra coloro che tentarono di mediare fra le due fazioni, con i Despenser che facevano man bassa di titoli, terre e privilegi, così da evitare una guerra civile e fu tra i negoziatori del trattato di Leake sottoscritto nel 1318 che ridonò ad Edoardo, almeno in parte, il suo potere.
Tuttavia la posizione dei Despenser divenne presto insostenibile: in breve tempo erano diventati potenti e favoriti quanto Gaveston ed i baroni non persero tempo con negoziati ed ambasciatori.
Aymer tentò di conciliare le parti, ma inutilmente, e nel 1321 fu di nuovo guerra. Questa volta però Tommaso Plantageneto perse nella battaglia di Boroughbridge, venne catturato e condannato a morte, condanna eseguita il 22 marzo 1322. Aymer fu tra coloro che si pronunciarono a favore del verdetto di colpevolezza.
Nonostante l'appoggio dato al re, Aymer si trovò emarginato a corte; gli avversari di Despenser persero la loro fiducia in lui e dall'altro lato il potere dei Despenser crebbe a dismisura, portandolo ai margini della corte.
I suoi problemi finanziari, per altro, non avevano mai smesso di minacciarlo e di metterlo in difficoltà.
Aymer morì in un accampamento in Piccardia, mentre era in missione in Francia, il 24 giugno del 1324.
È sepolto nell'abbazia di Westminster.

## In prospettiva storica
Gli storici hanno ben giudicato l'operato di Aymer de Valence, II conte di Pembroke, considerandolo come un uomo intelligente e capace in un'era di uomini ottusi ed incompetenti.
Aymer avrebbe dato vita ad una sorta di partito moderato, cercando la conciliazione fra l'estremo del Plantageneto e quello del re, tentativo che si consolidò nel trattato di Leake.
Non tutti però sono d'accordo; alcuni storici considerano quel trattato come un mero tentativo di ridare potere ad Edoardo, al quale Aymer era completamente fedele.